# Ein Frauenarzt klagt an
Ein Frauenarzt klagt an ist ein deutsches Arztfilmdrama aus dem Jahr 1964 von Falk Harnack mit Dieter Borsche in der Titelrolle.

## Handlung
Dr. Hans Thomas wird als Chefarzt eines Kreiskrankenhauses besonders von seinen weiblichen Patienten sehr verehrt. Nach dem Tod seiner Frau hat er sich privat zurückgezogen und konzentriert all seine Kraft ausschließlich auf seinen Beruf, den er mit Leib und Seele ausfüllt. Immer wieder wird er mit dem Problem der Sterilisation konfrontiert und so hat er bei diesbezüglichen Eingriffen einige Erfahrungen gesammelt. Es kommt zu einer unseligen Grenzsituation, als eine Patientin, Lotte Hartmann, einen Sinneswandel durchläuft und sich zu spät umentscheidet…
Thomas’ weit weniger erfolgreicher Kollege, Oberarzt Dr. Kraus, schwärzt seinen Vorgesetzten daraufhin aus Neid und Missgunst bei einem ehrgeizigen Journalisten und einem karrierebewussten Staatsanwalt an: Dr. Thomas soll ohne Zustimmung der betroffenen Patientin Hartmann eine Tubenligatur, das Abbinden der Eileiter, vorgenommen haben. Daraufhin wird Dr. Thomas der Prozess gemacht, wo der verantwortungsbewusste und leidenschaftliche Arzt seine klaren Positionen mit Verve vertritt und ein leidenschaftliches Plädoyer gegen das gesetzliche Verbot der Sterilisation hält. Seine Patientinnen halten zu ihm, der Oberarzt hält dagegen. Hans Thomas wird zu einer Gefängnisstrafe auf Bewährung verurteilt, kündigt aber Berufung an.

## Produktionsnotizen
Der Film basiert auf wahren Ereignissen rund um einen Prozess gegen den Chirurgen Axel Dohrn, der 1.390 Frauen sterilisiert haben soll.
Ein Frauenarzt klagt an wurde vom 4. März bis zum 9. April 1964 in den CCC-Studios von Berlin-Spandau gedreht. Der Film passierte die FSK-Prüfung am 27. Mai 1964 und wurde am 5. Juni 1964 im Münchner Mohren-Theater uraufgeführt.
Heinz Willeg hatte die Herstellungsleitung, Heinz Götze die Produktionsleitung. Die Bauten stammten aus der Hand von Hans-Jürgen Kiebach und Ernst Schomer, die Kostüme entwarf Trude Ulrich. Gerhard Müller war für den Ton zuständig.
Für die eine Oberschwester spielende Inge Meysel war dies der letzte Kinofilm unmittelbar vor ihrem (späten) Durchbruch als Fernsehstar Mitte der 1960er Jahre.

## Kritiken
„Frauenarzt Dr. Dohrn hätte Grund zu klagen: Der seinem Fall abgewonnene Film (Drehbuch: Janne Furch; Regie: Falk Harnack) ist nicht nur künstlerisch undiskutabel, er schwindelt sich auch mit verqueren Handlungskonstruktionen an der entscheidenden Frage – Tubenligatur nur nach medizinischer oder auch nach ethischer Indikation? – vorbei. Eine klare Haltung bezieht Doktor Dieter Borsche, des deutschen Films weißester Kittel, nur gegenüber Playgirls: Sie sollen fruchtbar bleiben.“

Paimann’s Filmlisten resümierte: „Was in der Stellungnahme zu dem Problem einseitig, aber beliebt durch die eingehende Schilderung des klinischen Milieus, für dessen Figuren man sich einprägsame Darsteller verschrieb“.

„Der künstlerisch indiskutable Film, der zeitlich in die beginnende Diskussion um eine Strafrechtsreform fiel, polemisiert emotional geschickt (und an einen authentischen Fall angelehnt) gegen die Strafbarkeit der Sterilisation.“